# JTBC Newsroom
JTBC Newsroom (hangul: JTBC 뉴스룸) es un informativo de televisión de Corea del Sur, es emitido diariamente por el canal de pago JTBC desde el 22 de septiembre de 2014, diariamente a las 20:00 KST.

## Presentadores

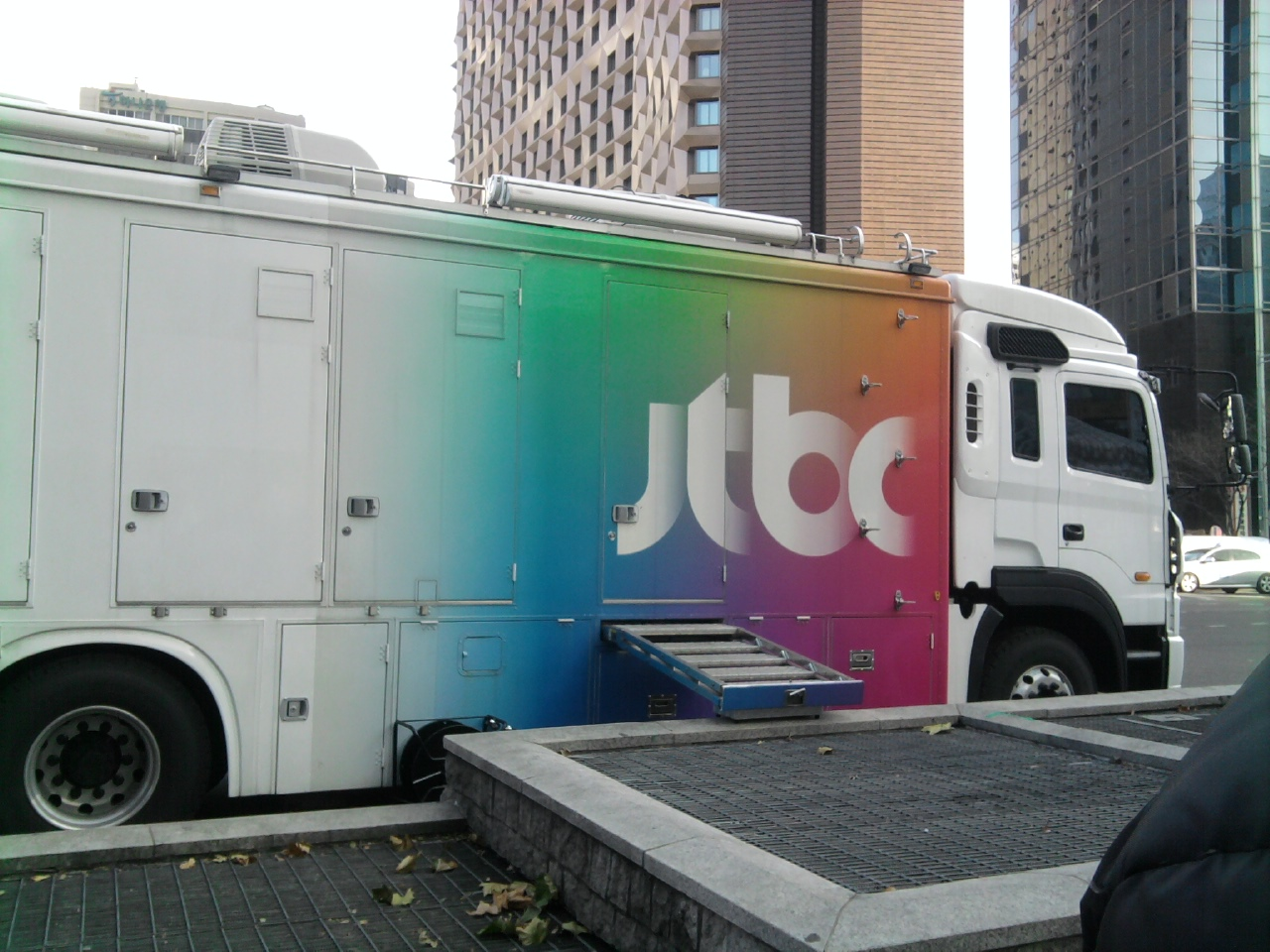
Unidad móvil de JTBC en terreno

### Lunes a viernes
- 22 de septiembre de 2014 ~ actualidad: Seok Hui y Kim So Hyeon

### Fin de semana
- 27 de septiembre de 2014 ~ 28 de diciembre de 2014:  Jeon Jin Bae y Lee Ji Eun
- 3 de enero de 2015 ~ actualidad: Jeon Jin Bae y An Na Gyeong